# Anton Lundqvist

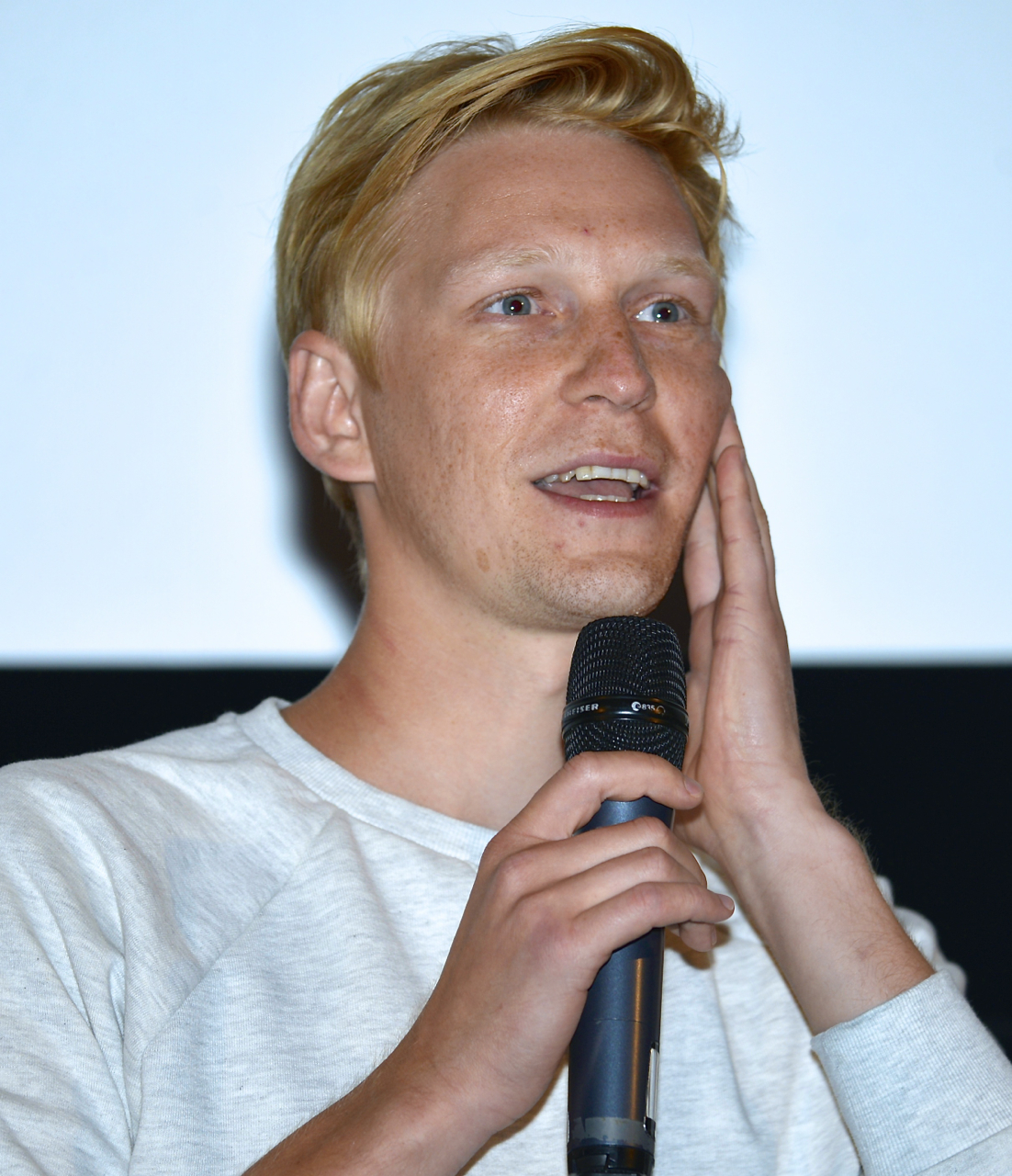
Anton Lundqvist, August 2014

Anton Bengtsson Lundqvist (* 16. September 1989 in Göteborg) ist ein schwedischer Musical- und Filmschauspieler.

## Leben und Werk
Lundqvist ist der Sohn der Schauspieler Mikael Bengtsson und Maria Lundqvist. Er ist das älteste von vier Geschwistern und wuchs im Göteborger Stadtteil Masthugget auf.
2005 spielte er die Rolle des Erik im Film Kim Novak badete nie im See von Genezareth, 2010 war er Rolle in einer schwedischen Grease-Adaption am Göta-Lejon-Theater in Stockholm. Er trat zudem als Gavroche im Musical Les Misérables auf einer Skandinavien-Tournee mit Carola Häggkvist auf.
Eine weitere Musical-Rolle im Göta-Lejon-Theater war die des Mercutio in Romeo und Julia. Im Dezember 2012 hatte Peter Pan och Wendy mit ihm in der Titelrolle im Stockholms stadsteater Premiere.
Verschiedene Fernsehmoderationen ergänzten seine öffentlichen Auftritte.
Zusammen mit seiner Mutter sah man ihn 2015 in Eine schöne Bescherung, wo er einen Homosexuellen spielt, der die weihnachtliche Familienzusammenkunft nutzt, um die Familienplanung mit seinem Partner und einer Leihmutter anzukündigen.

## Filmografie
- 2005: Kim Novak badete nie im See von Genezareth (Kim Novak badade aldrig i Genesarets sjö)
- 2011: Arthur Weihnachtsmann (Arthur Christmas, Stimme in der schwedischen Version)
- 2013: Förtroligheten
- 2014: Krakel Spektakel
- 2015: I nöd eller lust
- 2015: Eine schöne Bescherung (En underbar jävla jul)
- 2015: Die Brücke – Transit in den Tod (Bron, Fernsehserie)
- 2016: Syrror (Fernsehserie)
- 2017: Jakten på tidskristallen (Fernsehserie)